# TfL Rail
 (juillet 2018).
Si vous disposez d'ouvrages ou d'articles de référence ou si vous connaissez des sites web de qualité traitant du thème abordé ici, merci de compléter l'article en donnant les références utiles à sa vérifiabilité et en les liant à la section « Notes et références ».
TfL Rail est la franchise temporaire de deux lignes ferroviaires distinctes à Londres et ses environs qui se combineront pour faire partie du service Crossrail lors de son ouverture par étapes de décembre 2018 à décembre 2019. En décembre 2018, le nom de TfL Rail sera retiré et le services combinés connus sous le nom de la ligne Elizabeth.

## Historique
TfL Rail a été introduit en mai 2015 quand Abellio Greater Anglia a pris le contrôle du service de métro "banlieue" entre Liverpool Street dans le centre de Londres et Shenfield dans l'Essex. Cette concession comprend les 14 premières stations de la Great Eastern Main Line , avec un échangeur à Shenfield pour les services de moyenne et longue distance au-delà de East Anglia.
Le 20 mai 2018, TfL Rail a également repris l'exploitation du service Heathrow Connect entre Paddington dans le centre de Londres et l'aéroport d'Heathrow à l'ouest (la gare du terminal 4 d'Heathrow étant le terminus). Cette route a neuf stations.
Le service est exploité par MTR Corporation dans le cadre d'un contrat avec Transport for London (TfL).
Entre mai 2016 et mai 2017, TfL Rail a transporté plus de 47 millions de passagers dans la succursale de Shenfield.

## Ligne
La branche est (Shenfield) de TfL Rail (32,5 km) existantes sur la Great Eastern Main Line entre Liverpool Street et Shenfield. La future route Crossrail conservera l'utilisation de la majeure partie de cette voie, à l'exception de la partie entre Liverpool Street et Stratford , où les trains utiliseront de nouveaux tunnels souterrains pour se connecter à la section centrale de la route.
La branche ouest (Heathrow) opère sur une partie de la Great Western Main Line et le tunnel d'Heathrow entre Paddington et Heathrow sur 16 km 38 chaînes (26,5 km).

## Matériel roulant

### Branche de Shenfield
La succursale de TfL Rail, située à l'est du pays, exploite une flotte de trains de Class 315 longue distance et de nouveaux trains de Class 345.   
Les Class 315 sont retirés au fur et à mesure au profit des Class 345.
Les Class 315 continueront d'être entretenus au dépôt existant d'Ilford. La flotte de la classe 345 sera principalement maintenue dans un nouveau dépôt à Old Oak Common .